# Robert Ridgway
Pour les articles homonymes, voir Ridgway.
Robert Ridgway est un ornithologue américain, né le 2 juillet 1850 à Mount Carmel (Illinois) et mort en 1929 à Olney (Illinois).

## Biographie
Passionné dès son jeune âge par l’histoire naturelle, il montre de réels talents comme observateur, collecteur et illustrateur. À l’âge de 14 ans, il entreprend une correspondance avec Spencer Fullerton Baird (1823-1887) qui l’encourage dans l’étude de l’ornithologie. Trois ans plus tard, il obtient un poste de zoologiste dans les services de recherche géologique chargé d’exploration la région des 40es parallèles, sous la direction de Clarence King (1842-1901). De 1867 à 1869, il explore la Californie, le Nevada, l’Idaho, l’Utah et le Wyoming.
Il fera paraître en 1877 un compte rendu de ses observations ornithologiques Report on Ornithology of the Fortieth Parallel. Il est l’un des membres fondateurs de l’American Ornithologists' Union en 1883 avec Elliott Coues (1842-1899) et d’autres. Il dirige cette société de 1898 à 1900.
Il est l’un des auteurs d’A History of North American Birds avec Baird et Thomas Mayo Brewer (1814-1880) qui paraît en deux volumes en 1884.
Grâce à Baird qui dirige le National Museum of Natural History de Washington, il y obtient, en 1879, un poste de conservateur au département ornithologique. En 1888, il obtient la direction du département. Il fait paraître en 1887, A Manual of North American Birds.
Excellent illustrateur, il s’intéresse particulièrement à la couleur et fait paraître en 1886 une Nomenclature of Colors for Naturalists and Compendium of Useful Information for Ornithologists, suivi, en 1912, de Color Standards and Color Nomenclature. Il souhaite offrir un système de désignation des couleurs basé sur un système de 1115 couleurs encore en usage chez les ornithologues mais aussi dans d’autres professions comme les fleuristes ou l’industrie chimique. Il est élu en 1917 à l’Académie des sciences des États-Unis d'Amérique, et lauréat de la médaille Daniel Giraud Elliot en 1919 et de la médaille Brewster la même année. Il illustre ses livres lui-même, aidé par son frère, John, qui travaille également au Muséum national comme illustrateur.
Il a publié plus de 500 articles, catalogues, livres et autres travaux, au cours de sa vie. Plus de 35 espèces du Nouveau Monde lui ont été dédiées.
Il fut avant tout un ornithologue descriptif, donnant de bonnes descriptions morphologiques et s’intéressant à la zoogéographie. Ridgway a grandement contribué à la popularisation de l’étude des oiseaux en publiant des articles dans des revues grand public.
Il s'est aussi intéressé à la botanique.

## Liste partielle des publications
- 1892 : The humming birds[1].
- 1889-1895 : The ornithology of Illinois[2].